# Леопольд Суходольчан
Леопольд Суходольчан (словен. Leopold Suhodolčan; нар. 10 серпня 1928, Жири — пом. 8 лютого 1980, Голник) — словенський письменник, найвідоміший своїми творами для підлітків. Разом зі Станком Котником був одним з ідейних батьків конкурсу «Словенський значок читання», який існує донині як мотивація дітям початкової школи до читання та письменності.

## Життєпис
Суходольчан народився 1928 року в Жирах. Працював учителем і директором школи у містечку Превалє (словенська Каринтія). Був також редактором, художником. 
Хоча й писав твори для дорослих, більш уславився як дитячий письменник. Його книжки для дітей також виходили у перекладах за межами Словенії. 
Помер 1980 року в Голнику. У Центральній каринтійській бібліотеці в Равне-на-Корошкем є присвячена йому кімната-музей.
Двічі здобув премію Левстика (словен. Levstikova nagrada): в 1965 році — за книжку «Velikan in Pajac» (Велетень та клоун) і в 1979 році  — за книжку «Piko Dinozaver» (Піко Динозавр) та інші книжки.

## Видані твори

### Художні твори для дорослих
- Človek na zidu (Людина на стіні), оповідання, 1960
- Svetlice (Вогні), роман, 1965
- Dobrijska balada, оповідання, 1967
- Bog ljubezni (Бог любові), роман, 1968
- Sledovi molčečih (Сліди безмовних), роман, 1970
- Noro življenje (Божевільне життя), роман, 1972
- Najdaljša noč (Найдовша ніч), роман, 1975
- Med reko in zemljo (Між річкою та землею), оповідання, 1977
- Trenutki in leta (Миті та роки), роман, 1979
- Snežno znamenje (Сніговий знак), роман, 1981

### Підліткова література
- Ognjeni možje (Чоловіки вогню), 1955
- Sejem na zelenem oblaku (Ярмарок на зеленій хмарі), 1958
- Deček na črnem konju (Хлопчик на чорному коні), 1961
- Skriti dnevnik (Схований щоденник), 1961
- Hi, konjiček (Вйо, конику), 1964
- Potovanje slona Jumba (Подорож слона Юмбо), 1965
- Velikan in pajac (Велетень та клоун), 1965
- Pikapolonček, 1968
- Rdeči lev (Червоний лев), 1968
- Veliki in mali kapitan (Великий і маленький капітан), 1968
- Rumena podmornica (Жовтий підводний човен), 1969
- Krojaček Hlaček (Trooser the Tailor), 1970
- Punčka (Маленька дівчинка), 1970
- Mornar na kolesu (Моряк на велосипеді), 1973
- Naočnik in očalnik, mojstra med detektivi (Пенсне та окуляри, детективи-майстри), 1973
- Kam se je skril krojaček Hlaček? (Where Had Trooser the Tailor Hidden?), 1974
- Dvajset slonov (Двадцять слонів), 1976
- Na kmetiji (На фермі), 1976
- Na večerji s krokodilom: nove detektivske mojstrovine Naočnika in Očalnika (На вечерю з крокодилом: нові детективні пригоди Пенсне та окулярів), 1976
- Pipa, klobuk in dober nos (Люлька, капелюх і добрий нюх), 1976
- 7 nagajivih (7 неслухняних), 1976
- Kurirčkov dnevnik: kurirček Andrej si je zapisal in narisal v dnevnik, kar je doživel Kurirčkov dnevnik (Щоденник юного кур'єра), 1977
- Stopinje po zraku in kako sta jih odkrila Naočnik in Očalnik, mojstra med detektivi (Відбитки в повітрі і як їх виявили Пенсне та окуляри, детективи-майстри), 1977
- Piko Dinozaver, 1978
- Zgodilo se je 6. aprila (Це сталося 6 квітня), 1978
- Cepecepetavček, 1979
- Levi in desni klovn (Лівий і правий клоун), 1979
- Markov maj (Марків травень), 1979
- O medvedku in dečku (Про ведмедя і дитя), 1979
- Peter Nos je vsemu kos (Петер Нос удатний до всього), 1979
- PraMatija ali Bučman (ПраМатія або Товстолобий), 1980
- Pri nas in okoli nas (У нас і коло нас), 1981
- Pisatelj, povej mi (Скажи мені, письменнику), 1982
- Kuža Luža (Псюра-баюра), 1984
- O dedku in medvedku (Про діда і ведмедя), 1987
- Koroške pripovedke (Каринтійські оповідки), 1998